# Gaius Fulvius Flaccus (Legat)
Gaius Fulvius Flaccus entstammte der römischen Plebejerfamilie der Fulvier und war ein Bruder des viermaligen Konsuls Quintus Fulvius Flaccus und des Prätors von 212 v. Chr., Gnaeus Fulvius Flaccus.
Nachdem Quintus Fulvius Flaccus in seinem dritten Konsulat 212 v. Chr. die vollständige Einschließung des abgefallenen Capuas gelungen war, hielt er die Belagerung der Stadt im nächsten Jahr 211 v. Chr. auch gegen Entsatzversuche seitens Hannibal erfolgreich aufrecht. Dabei diente ihm sein Bruder Gaius Fulvius Flaccus als Legat. Schließlich fiel die Stadt und wurde hart bestraft.
210 v. Chr. hielt sich Gaius Fulvius Flaccus in Rom auf. Im nächsten Jahr war er in Mittelitalien und wieder als Legat seines Bruders Quintus in dessen viertem und letztem Konsulat tätig. Danach ist nichts mehr über ihn überliefert.